# Omeka
Omeka是一個免費、開源的線上數位典藏內容管理系統，
使用者能透過Omeka出版、展示文化遺產，並能透過主題、插件擴充其功能。
軟體的使用者包括纽约公共图书馆、紐伯里圖書館、以及許多博物館、歷史學會等等，如密蘇里新聞學院即使用Omeka來分享其國際年度照片競賽的38000張照片的檔案。
軟體由喬治梅森大學的羅伊·羅森茨維格歷史與新媒體中心開發，並獲得安德魯·梅隆基金會所頒獎項。

## 外部連結
- 官方網站（页面存档备份，存于）
- 由Omeka支援的網站（页面存档备份，存于）
- 源代碼（页面存档备份，存于）